# Bavayia cyclura
Espèce
Synonymes
- Peripia cyclura Günther, 1872
- Platydactylus pacificus Bavay, 1869
- Lepidodactylus neocaledonicus Bocage, 1873
- Hemidactylus bavayi Sauvage, 1879

Statut de conservation UICN

 DD  : Données insuffisantes
Bavayia cyclura est une espèce de geckos de la famille des Diplodactylidae.

## Répartition
Cette espèce est endémique de Nouvelle-Calédonie. Elle se rencontre dans les environs du mont Panié.

## Description
C'est un gecko nocturne relativement trapu, le corps est marron-orangé, avec des bandes irrégulières marron-beige bordées de marron-ocre sombre.

## Philatélie
Ce gecko a été représenté sur un timbre poste de Nouvelle-Calédonie faisant partie d'une série de quatre sujets illustrant des geckos et consacrée au programme Forêt sèche de 30 francs pacifiques du 9 octobre 2003.

## Publication originale
- Günther, 1872 : On some new species of reptiles and fishes collected by J. Brenchley, Esq. Annals and Magazine of Natural History, ser. 4, vol. 10, n. 60, p. 418–426 (texte intégral).